# It's Been Awhile
It's Been Awhile è una ballata della band metal alternativa Staind. La canzone è stata pubblicata nel mese di aprile 2001 come primo singolo dal loro album, Break the Cycle. Questa è la prima power ballad degli Staind. 
Il singolo, che è il loro maggior successo e probabilmente la loro canzone più nota, raggiunse il numero 5 della classifica Billboard Hot 100, la loro unica canzone a raggiungere la Top 10. Rolling Stone ha classificato il brano come 152° nella sua lista delle 500 migliori canzoni di tutti i tempi, lodando la sua "poesia dolorosamente confessionale, che emula Leonard Cohen in quella sua più straziante". 
La canzone è stilisticamente diversa dalle altre tracce dell'album, che sono canzoni nu Metal / Alternative ed è considerata da alcuni come il primo segno di transizione degli Staind dal nu metal al post-grunge, caratteristica ben visibile nei loro successivi tre album.

## Testo
Nella canzone il cantante Aaron Lewis canta di qualcuno che fa il punto della propria vita. In particolare fa riferimento al suo precedente problema della tossicodipendenza e di relazioni fallite. Lewis menziona suo padre, anche se crede di avere solo se stesso da biasimare per i suoi problemi.

## Tracce
1. "It's Been Awhile" (LP Clean Edit)
2. "It's Been Awhile" (Acoustic Version)
3. "Suffocate" (LP Version)